# 封居尚
封居尚（1933年11月—），男，江苏沛县人，中国政治人物，曾任济南市副市长、市人大常委会副主任。第六届全国人大代表。

## 生平
1950年3月参加工作，任江苏省铜北县供销社干事、铜北县政府建设科干事。1951年8月至1958年8月，先后在农业部农业机械专科学校、北京农业机械化学院、东北农学院学习，取得东北农学院土地规划研究班研究生学历。1958年8月后历任东北农学院土地规划系助教，华中农学院农业经济系助教，济南第三十七中学教员。1979年4月任济南市农业局土肥站站长、农艺师。1981年12月任济南市农业局副局长。1983年4月任济南市副市长，同年当选为第六届全国人大代表。1993年3月至2003年2月，担任济南市人大常委会副主任。